# S.S.T. Band
S.S.T. Band, também conhecida como Sega Sound Team Band foi uma banda de nintendocore (ou seja, que toca músicas de videogames) formada por músicos que trabalham na Sega (por isso, a S.S.T. Band era chamada de In-house band da Sega).
Quando a banda foi formada, em 1988, ela era composta pelos tecladistas Hiroshi Kawaguchi, Katsuhiro Hayashi, e Kimitaka Matsumae; pelos guitarristas Koichi Namiki e Jouji Iijima; pelos baixistas Sachio Ogawa e Shingo Komori; e pelo baterista Takehiko Tanabe. Kawaguchi e Komori saíram da banda em 1990, sendo substituídos por Takenobu Mitsuyoshi nos teclados e Masato Saito no baixo, respectivamente.

## Histórico
Em 1987, em Tóquio, houve um evento da Sega chamado After Burner Panic, para promover o lançamento da segunda versão do jogo After Burner. Ali, além de apresentarem a cabine de luxo do game, os músicos da Sega tocaram algumas músicas da trilha sonora original do jogo, para delírio dos presentes.
Nesse evento, ainda não havia nada oficializado, mas é certo dizer que a apreciação do público influenciou na decisão de formar uma banda para tocar as músicas dos games.
As músicas que a banda tocava, porém, eram baseadas em composições originais de músicos que trabalhavam na própria Sega.
O auge da banda se deu mesmo em 1990, quando eles tocaram no Game Music Festival, o primeiro evento oficial de grande porte destinado apenas a músicas de videogame. Desse show, foi lançado um álbum ao vivo, em formato VHS, intitulado "S.S.T Band Live".

## Lineups Oficiais da Banda
| Nome                | Nome Artístico    | Nome em Japonês | Instrumento | Ano       |
| ------------------- | ----------------- | --------------- | ----------- | --------- |
| Hiroshi Kawaguchi   | Hiro              | 川口博史        | Teclados    | 1988–1990 |
| Katsuhiro Hayashi   | Funky K.H         | 林克洋          | Teclados    | 1988      |
| Koichi Namiki       | Mickey/Pretty K.N | 並木晃一        | Guitarras   | 1988–1993 |
| Sachio Ogawa        | S.O               | 小河幸男        | Baixo       | 1988      |
| Kimitaka Matsumae   | HARRIER           | 松前公高        | Teclados    | 1989–1993 |
| Takehiko Tanabe     | THUNDER           | 田辺健彦        | Baterias    | 1989–1990 |
| Shingo Komori       | BURNER            | 小森伸吾        | Baixo       | 1989      |
| Jouji Iijima        | GALAXY            | 飯島丈治        | Guitarras   | 1989–1993 |
| Masato Saito        | TURBO君           | 斉藤昌人        | Baixo       | 1990–1993 |
| Hisanori Kumamaru   | SPLASHくま        | 熊丸久徳        | Baterias    | 1991–1993 |
| Takenobu Mitsuyoshi | R三郎丸           | 光吉猛修        | Teclados    | 1991–1993 |

## Discografia
Todos os álbuns foram lançados sob o selo Pony Canyon.

### Álbuns de estúdio
| Year | Title                                                  | Notes |
| ---- | ------------------------------------------------------ | ----- |
| 1988 | GALAXY FORCE —G.S.M. Sega 1— / S.S.T. BAND             |       |
| 1988 | POWER DRIFT & MEGA DRIVE —G.S.M. Sega 2— / S.S.T. BAND |       |
| 1989 | SUPER SONIC TEAM —G.S.M. Sega 3— / S.S.T. BAND         |       |
| 1990 | HYPER DRIVE —G.S.M. Sega 4— / S.S.T                    |       |
| 1991 | Formula —G.S.M. Sega 5— / S.S.T.                       |       |
| 1992 | BLIND SPOT / S.S.T. BAND                               |       |

### Compilações
| Year | Title                                         | Featured soundtracks | Notes                            |
| ---- | --------------------------------------------- | -------------------- | -------------------------------- |
| 1989 | MEGA SELECTION —G.S.M. Sega— / S.S.T. BAND    |                      |                                  |
| 1991 | MEGA SELECTION II —G.S.M. Sega— / S.S.T. BAND |                      |                                  |
| 2003 | BACK IN THE S.S.T. BAND !! ~THE VERY BEST~    |                      | Released under the Scitron label |

### Standalone game soundtracks (GSM 1500 series)
| Year | Title          | Notes |
| ---- | -------------- | ----- |
| 1990 | After Burner   |       |
| 1991 | Strike Fighter |       |
| 1992 | Out Run        |       |

### Ao Vivo
| Year | Title                          | Notes |
| ---- | ------------------------------ | ----- |
| 1990 | S.S.T.BAND LIVE! —G.S.M. Sega— |       |